# Беленский мост
Беленский мост (болг. Беленски мост) — пешеходный арочный мост через реку Янтру рядом с городом Бяла в Русенской области Болгарии. Считается одним из выдающихся достижений болгарской архитектуры.
Построен в 1865—1867 годах архитектором Николой Фичевым. При строительстве применялись местные материалы — гипс и известняк. В 1897 году мост пострадал от наводнения, в результате которого были уничтожены 8 центральных пролётов длиной 130 м. Во время реконструкции 1922—1923 годов разрушенные арки были построены из железобетона.
Мост — сводчатый, длиной 276 м и шириной 6 м. Арки украшены рельефными изображениями животных. Беленский мост не используется для перемещения транспорта. Для этой цели рядом сооружена новая переправа.